# Андалиб Караджадаги
Андалиб Караджадаги (азерб. Əndəlib Qaracadaği) — азербайджанский поэт XIX века.

## Биография
Андалиб Караджадаги родился в начале XIX века в поселке Ахар Караджадагского магала. Детство он провел на родине, а в юном возрасте переехал сначала в Тебриз, а затем в Эриван, и некоторое время работал писарем в Эриванском ханстве во дворе Хусейн-хана Каджара. После присоединения ханства к России работал секретарем у майора Шубина. Умер в Эривани после 1830 года.

## Творчество
Андалиб Караджадаги является одним из талантливых поэтов, продолжающих стиль как классической поэзии, так и устного народного творчества в азербайджанской поэзии XIX века. В своих произведениях поэт объясняет переезд из Ахара, тем, что он в молодые годы влюбился в девушку и страдал из-за этого. Самой известной работой Андалиба Караджадаги является поэма «Лейли и Меджнун», написанная под влиянием творчества Мухаммеда Физули. Помимо этого поэт написал стихотворение, отражающее взятие Эриванской крепости, торжественные стихи в честь Физули, а также лирические произведения в стиле гошма, хейдари и герайлы.